# Villa Medici em Fiesole

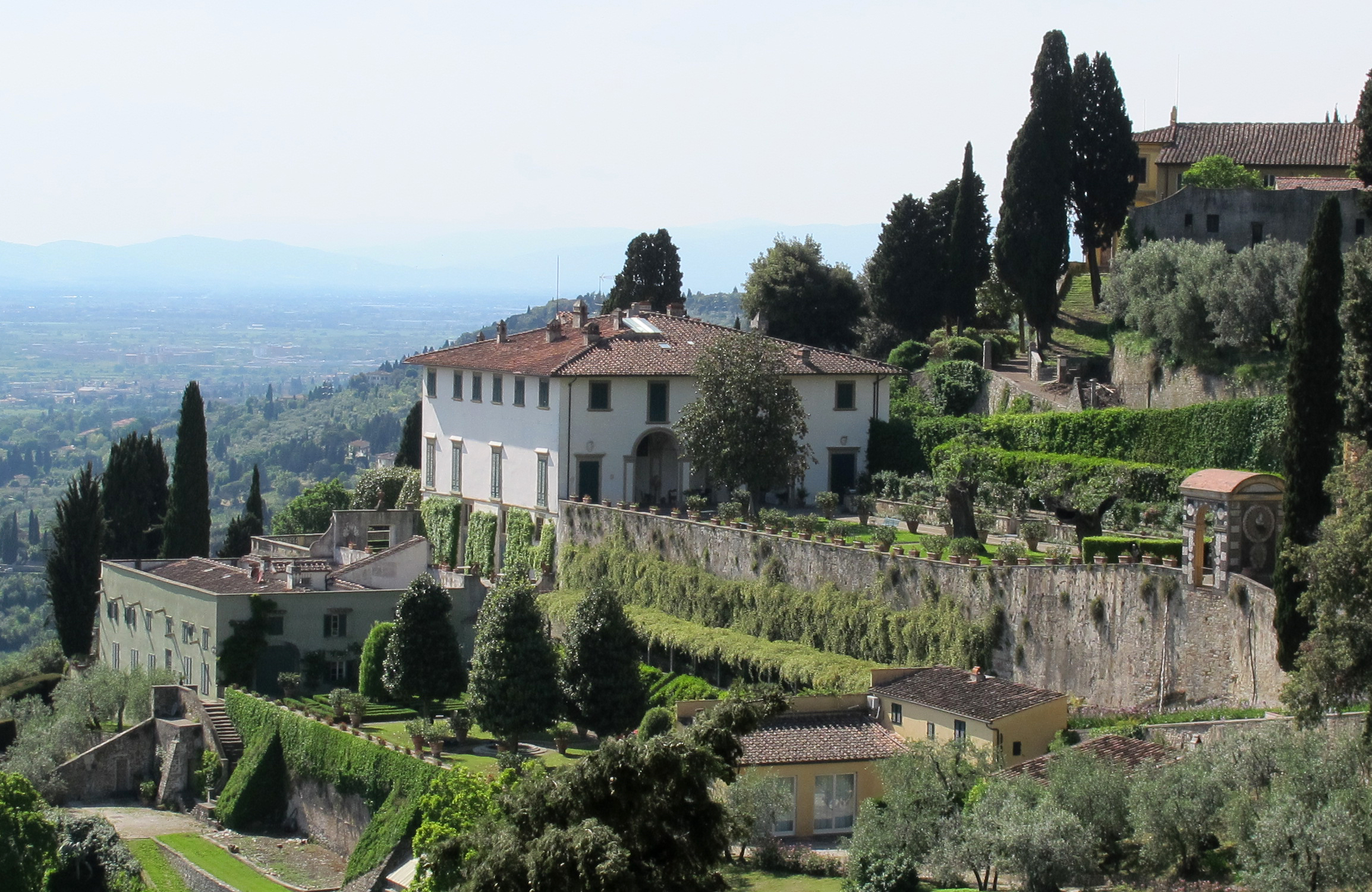
Villa Medici em Fiesole

A Villa Medici em Fiesole é a quarta mais antiga villa dos Médici, depois das duas situadas na região do Mugello (Villa Medicea di Cafaggiolo e Villa Medicea del Trebbio) e da Villa Medicea di Careggi. Fica situada na localidade de Fiesole (Via Beato Angelico 2), também sendo chamada de Belcanto ou il Palagio di Fiesole (o Palácio de Fiesole). Está entre as villas dos Medici mais bem conservadas mas, ao mesmo tempo, também é uma das menos notadas.

## História

### A Villa de João de Médici

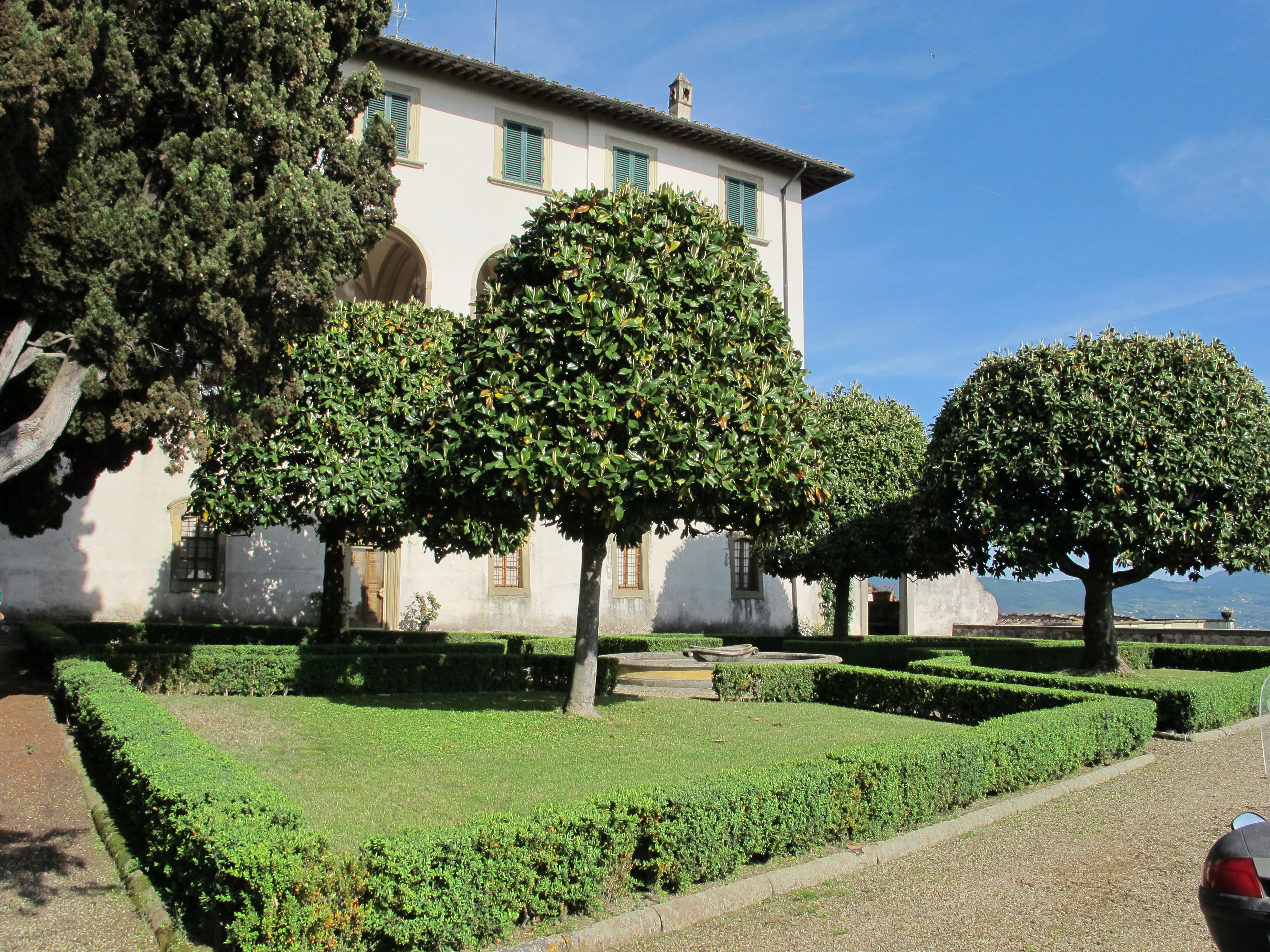
Jardinho

A villa foi mandada construir no local de um casario pertencente ao notável Niccolò Baldi, comprado por Cosme, o Velho cerca de 1450. O seu filho, João de Médici, fê-la reconstruir ao Estilo Renascentista, segundo o desenho de Giorgio Vasari, arquitecto da família de Michelozzo, embora, provavelmente, com a participação de outros arquitectos.
A villa foi edificada entre 1451 e 1457; João era o filho predilecto de Cosme de Médici, pela sua viva inteligência e destacada inclinação pelas artes, podendo ser considerado o precursor de Lourenço, o Magnífico, seu neto. Entre os seus numerosos interesses encontrava-se o coleccionismo de livros raros e de obras de arte (foi um importante cliente de Filippo Lippi), estando muito viva nele a paixão pela arquitectura, com a qual se deleitava: pensa-se que foi ele próprio quem escolheu o lugar da construção da Vila Medici em Fiesole num declive muito acentuado, o que ia contra todos os princípios da época.
O edifício de planta quadrangular, originalmente de 32x32 braços florentinos (unidade de medida), é um típico exemplo das construções do primeiro Renascimento, com janelas quadradas encaixadas em "pietra serena" (Arenito cinzento) e com amplos alpendres abertos sobre o panorama. O aspecto desta villa é muito diferente do das villas medici precedentes: desaparece a componente defensivo-militar, e por isso faltam as torres, as ponte suspensas e os fossos. Os alpendres são, pois, um claro sinal de abertura ao exterior, ao contrário do qua acontece nas fortificações encerradas por engenhos defensivos.
A racionalidade do projecto está expressa mesmo na sua dimensão: a sobreposição de uma grelha módulo de 4x4 braças florentinas (isto é, uma canna mercantile) evidencia como toda a residência principal é definida por este esquema e como a villa é fruto de um projecto cuidado. Também o jardim original seguia as regras geométricas: este era definido como uma triplicação da planta da villa.
A estrutura do edifício resolve engenhosamente o problema da inclinação, graças a uma distribuição dos ambientes em vários níveis: o plano inferior usado como adegas, estábulos "e outras belas e cómodas habitações" cobertas por abóbadas, enquanto que o superior, pelo contrário, era destinado à residência senhorial, com os quartos, as salas, a biblioteca e até uma divisão dedicada à música. Deste modo, aquele que parecia ser o piso térreo ao nível superior era, na realidade, o segundo andar do edifício, magnificamente apontado sobre a paisagem. Nos terraços situados abaixo encontram-se os jardins suspensos, com galerias em pedra e canteiros geométricos.
A personalidade de João manifestou-se no forte redimensionamento da componente agrícola e produtiva da villa, em ordem a uma total dedicação à distracção e ao ócio físico que favorecessem a contemplação e a actividade intelectual. Era, de facto, a primeira vez que se dotava uma residência agreste de jardim, em vez de ser circundada por terrenos agrícolas: este facto, unido à falta de estruturas militares, fizeram desta villa um dos mais claros protótipos das villas Renascentistas.
Os fundos dispendidos na construção da villa foram notáveis, com o próprio Vasari a louvar a qualidade dos materiais, de tal forma que mais de um século depois da construção o edifício ainda se mantinha em perfeitas condições, sem necessidade de obras de restauro ou de manutenção.
João de Médici não teve filhos pelo que, antes de morrer, deixou a villa ao jovem sobrinho-neto Juliano de Médici.

### Lourenço, o Magnífico

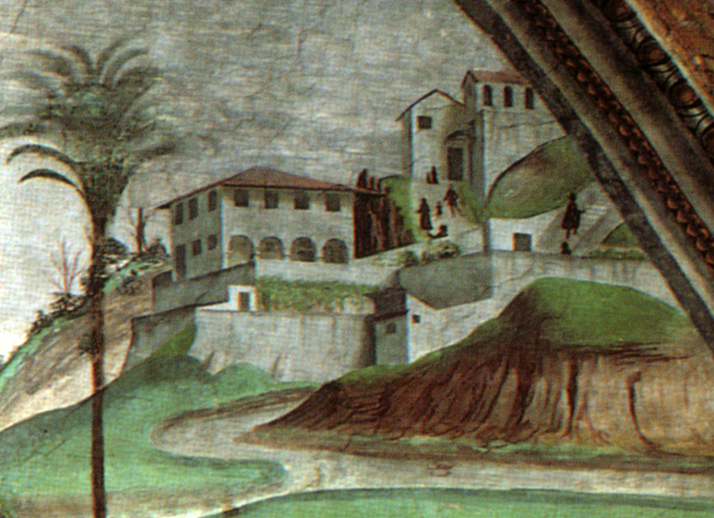
A Villa Medici em Fiesole, cerca de 1480, num afresco de Domenico Ghrilandaio (detalhe), Capela Tornabuoni, Santa Maria Novella, Florença

A Villa Medici está ligada ao dramático caso da Congiura dei Pazzi (1478), quando alguns representantes da família Pazzi, com Francesco Salviati (arcebispo de Pisa) e o cardeal Girolamo Riario, apoiados pelo Papa Sisto IV, conceberam uma conjura para eliminar o poder cada vez mais oprimente dos Médici, no interior da República Florentina.
Originalmente, o plano previa assassinar os dois descendentes da família Médici, Lourenço de Médici e Juliano de Médici, durante um banquete que estes haviam organizado na própria villa de Fiesole, no dia 25 de Abril de 1478, através do uso de veneno que Jacopo de Pazzi e o cardeal Riario tinham dissimulado num dos copos destinados aos dois irmãos. Mas uma indisposição imprevista de Juliano tornou vã a empresa, a qual foi adiada para o dia seguinte, durante a missa em Santa Maria del Fiore, onde Juliano foi assassinado, enquanto Lourenço conseguia salvar-se, escondendo-se na sacristia.
Com a morte de Juliano a villa foi herdada pelo seu irmão mais velho. Lourenço, o Magnífico residia principalmente na Villa Medicea di Careggi, mas também gostava muito de Fiesole, onde era habitual reunir-se o numeroso grupo de humanistas que gravitavam em volta da Corte dos Médici. Lourenço, Angelo Poliziano, Pico della Mirandola, Cristoforo Landino e outros pensadores e literatos, através da leitura, representação de peças antigas e discussões eruditas, redescobriram a cultura clássica que esteve no eixo da renovação artística e literária do Renascimento.
É neste período que surgem, também, os dois mais importantes testemunhos iconográficos sobre a villa original: a Dormitio Virginis de Domenico Ghirlandaio (1486-1490), na Cappella Tornabuoni de Santa Maria Novella, e a Annunciazione de Biagio d’Antonio (final do século XV), actualmente na Galeria da Accademia di San Luca, em  Roma.

### Depois do século XVI

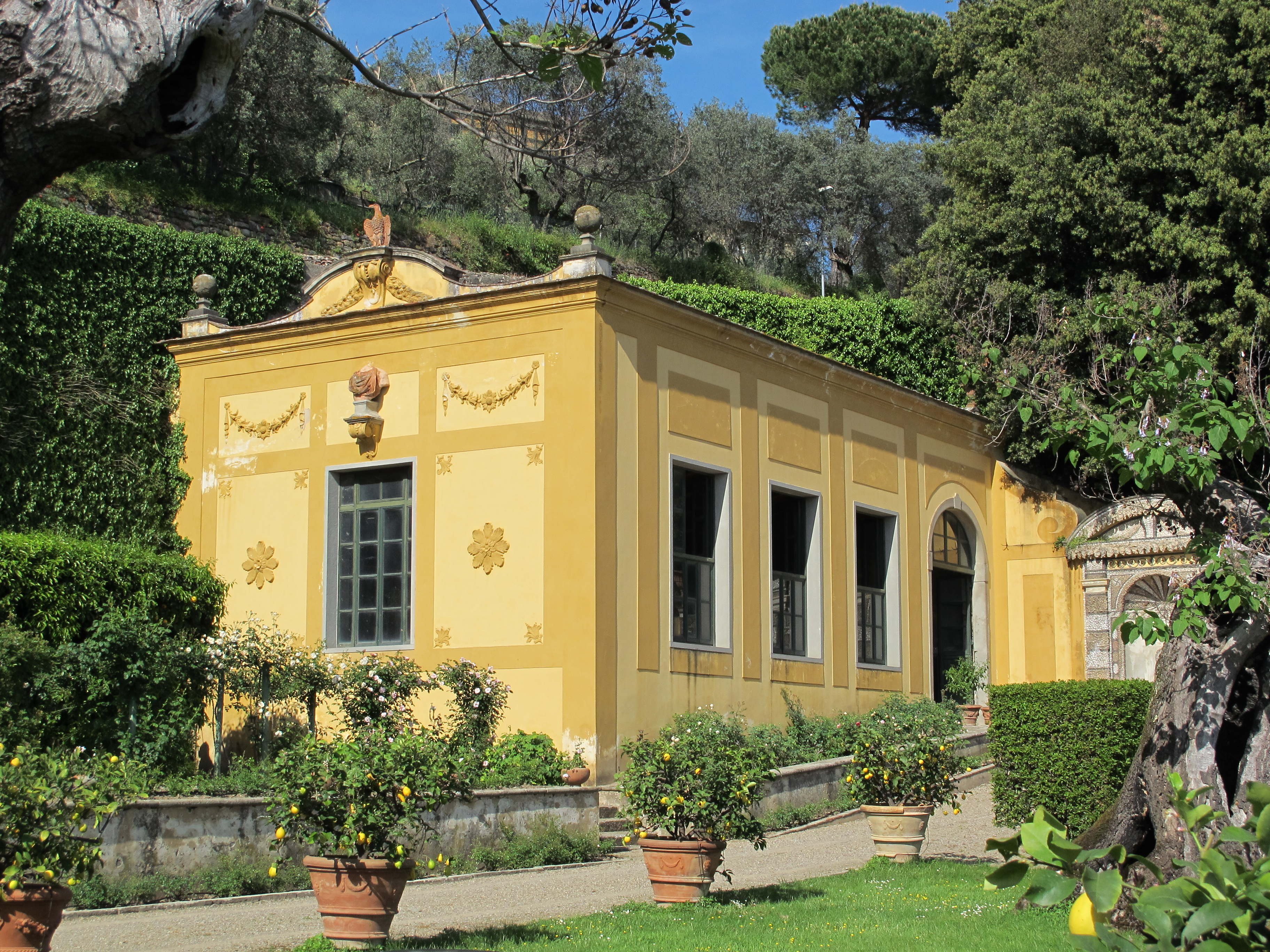
A limonaia

A fortuna e a fama que a villa gozou junto da família Médici no final do século XV não foi confirmada pelas gerações seguintes, ou foi, pelo menos, muito diminuida. Cosme III vendeu-a em 1671, pouco depois de se tornar Grão-duque, a Vincenzo del Sera, por quatro mil florins. Neste período, a villa foi aumentada sobre o seu lado Ocidental, como sugerem documentos com descrições das mobílias, dos jardins e da galeria actualmente aberta a Oeste, a qual aparecia, à época, como um terraço. 
Os proprietários seguintes foram os Borgherini (de 1722 a 1768), que a venderam em 1771 aos Albergotti: estas transacções originaram a redacção de estimativas sobre a propriedade, com descrições precisas sobre o estado da villa e dos jardins nessa época.
Em seguida a villa foi adquirida por Lady Margaret Orford, cunhada de Horace Walpole, em 1772, que encarregou o arquitecto Niccolò Gaspero Paoletti de ampliar o jardim superior e de edificar um jardim de Inverno. Também foi criado o caminho de acesso, que deslocava a entrada da via Fiesolana para a via Beato Angelico, tendo como consequência a promoção da fachada virada a Este, que assim se tornou a principal.
Entre o século XVIII e o século XIX a villa viveu o seu período anglo-americano, com proprietários como William Blundell Spence (de 1862 a 1897), Lady Sybil Cutting, esposa do escritor Geoffrey Scott, (de 1909 a 1911) e os Mac Calman (1911–1959): nenhum destes proprietários modificou a disposição da propriedade, com excepção de pequenas variações distributivas e decorativas. Em 1959, a villa foi adquirida pela família Mazzini Marchi, que se mantém como actual proprietária.

## Atribuição e protótipo da Villa Renascentista

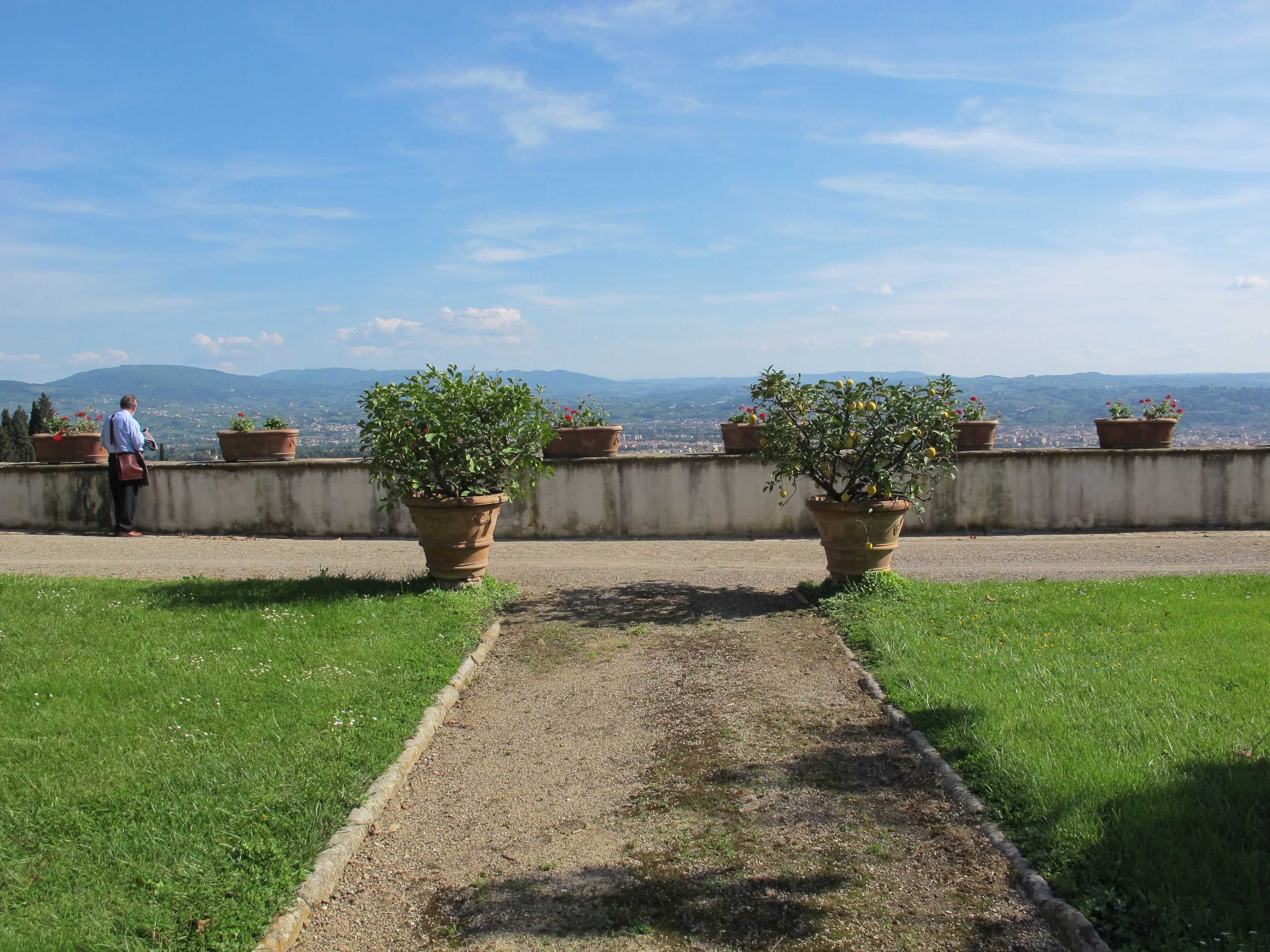
Terrazza

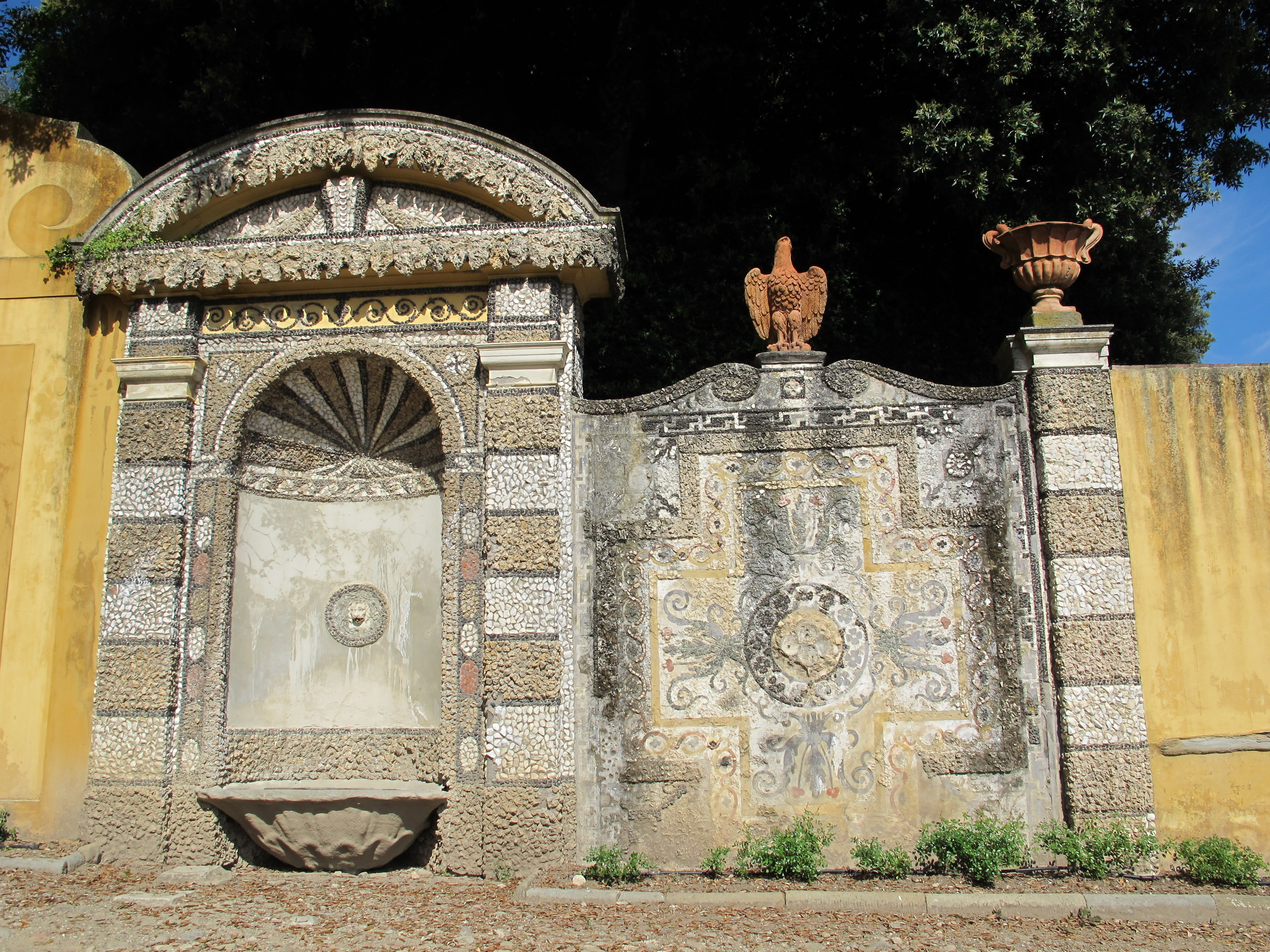
Jardinho

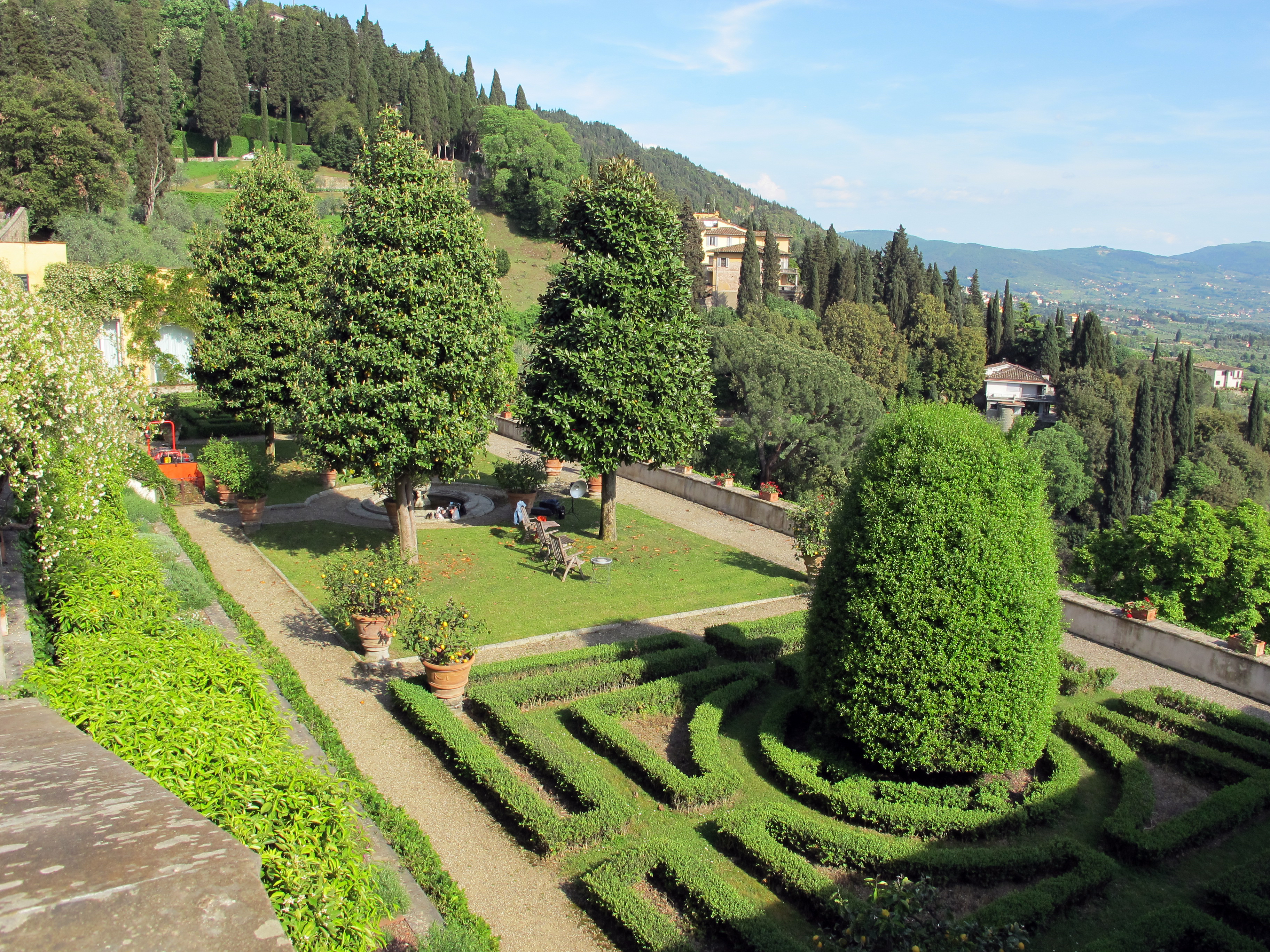
Terraza inferior

Por ocasião do ano albertiano, saiu em 2004 um estudo  sobre a Villa Medici em Fiesole, da qual emergem, pela primeira vez, as hipóteses de a villa não ser obra de Michelozzo e de ter sido a primeira villa a seguir as indicações de Leon Battista Alberti nos seus tratados de arquitectura, como "De re aedificatoria" e "Villa". 
A atribuição tradicional a Giorgio Vasari, que indica o arquitecto preferido de Cosme, o Velho como projectista, não encontra confirmação nos documentos, os quais testemunham, pelo contrário, a presença nas obras de Bernardo Rossellino, aluno de Alberti, e Antonio Manetti (este último, de modo especial, pelos problemas estruturais da localização). 
Provavelmente o projecto foi fruto de uma atenta ponderação, segundo as palavras do próprio João de Médici, "dos mais variados desenhos e mestres", dos quais foi escolhido o melhor. 
O próprio Leon Battista Alberti, durante a construção da Villa Médici em Fiesole, terminava e publicava o seu De re aedificatoria, que dedicava o quinto capítulo à villa di campagna (villa de campo) e ao giardino suburbano (jardim suburbano). 
As correspondências entre as indicações de Alberti e a estrutura da villa são numerosas:
- A posição vizinha à residência urbana e de visibilidade: "al primo uscire dalla città" (a primeira à saída da cidade);

- A paisagem, com "la vista di città, di fortezza, del mare o di una vasta pianura" (a vista de uma cidade, fortaleza, mar ou uma vasta planície);

- O salão central, o sinus (assinatura) albertiano, que substitui o pátio central das residências Médici precedentes, expande-se para o exterior, através do alpendre e da galeria, que desempenha as funções de filtro para os jardins suspensos;

- A harmonia das proporções, tanto internas como externas, segundo os conceitos albertianos que conduzem à matemática, à música e à geometria.

Deste modo, a beleza do edifício não se baseia em decorações de tipo medieval mas na simplicidade da estrutura, que combina economia, necessidade e beleza, realizando pela primeira vez uma verdadeira villa suburbana, em vez de um genérico edifício de campo; um protótipo de "Villa" Renascentista, como defendiam, já no século XIX, Stegmann e Geymüller, e mais recentemente J. Ackerman. 
A Villa Medici em Fiesole deve ser, assim, vista como edifício "Musa" para numerosas outras residências, não só florentinas, que a partir do final do século XV nela encontraram inspiração e fonte de criatividade e inovação.

## O jardim
Actualmente, o jardim respeita sobretudo a reestruturação em estilo Neo-Renascentista que o arquitecto Cecil Pinset produziu para Lady Cutting entre 1911 e 1923.
Distribui-se sobre três terraços em níveis diferentes. O primeiro, ao qual se acede pela alameda dos cipestres, finalizando num pequeno bosque de azinheiras, é composto por grandes canteiros rectangulares relvados, nos quais foram plantados limoeiros de Primavera tardia. A este nível corresponde o "piano nobile" (andar nobre) da villa.
O segundo desenvolve-se em frente à fachada posterior do edifício e alcança-se a partir de uma escada interna. Esta é a zona menos modificada do jardim, possuindo grandes magnólias, decoração com canteiros contornados por sebes de buxos e uma fonte ao centro. 
O terceiro terraço fica alinhado com o primeiro, mas longitudinalmente é mais baixo entre 11 e 12 metros. Foi realizado durante a reestruturação de Pinset e caracteriza-se por ter uma distribuição à italiana, com uma pérgola em pedra colocada a meia altura entre os dois níveis.

### Visita ao jardim
- Visitável só com marcação
- Endereço: Via Beato Angelico, 2 - Fiesole
- Horário de visita: de segunda a sexta-feira, das 9.00 às 13.00 horas (fechado nos dias festivos)
- fax: +39 055 2398994